# Зринская, Катарина
Графиня Ана Катарина Зринская (хорв. Ana Katarina Zrinska, венг. Frangepán Anna Katalin; ок. 1625, Босильево, Хорватия — 16 ноября 1673, Грац, Австрия) — представительница знатного хорватского рода Франкопанов. Она вышла замуж за графа Петра Зринского из влиятельного хорватского рода Зринских в 1641 году и впоследствии вошла в историю как Катарина Зринская. В современной Хорватии она почитается как меценат, писатель и патриот. Она умерла в безвестности в монастыре в Граце после провала заговора Зринских-Франкопана в 1671 году и последующей казни её мужа Петра Зринского.
Катарина Зринская и заговор были забыты до 1860-х годов, когда хорватский политик Анте Старчевич начал кампанию по реабилитации родов Зринских и Франкопанов. История жизни Катарины и её трагической гибели стала широко известна после публикации исторического романа Евгения Кумичича "Заговор Зринских-Франкопана" (хорв. Urota Zrinsko-Frankopanska) в 1893 году. В начале XX века, и особенно после Первой мировой войны, стали возникать многочисленные хорватские женские ассоциации, носившие её имя.
В 1999 году Хорватский народный банк выпустил в обращение серебряную памятную монету с изображением Катарины Зринской, в серии Знаменитые хорватки (хорв. Znamenite Hrvatice), вместе с монетами в честь детской писательницы Иваны Брлич-Мажуранич и художницы Славы Рашкай.

## Биография

### Ранняя жизнь
Катарина родилась в Босильево, неподалёку от современного хорватского города Карловац, в семье Вуки Крсто Франкопан, представителя знатного хорватского рода Франкопанов, и его второй жены Уршулы Инхофер. Вука Крсто был одним из военачальников в Хорватской военной границе. Единокровным братом Катарины, от третьего брака Вуки Крсто, был Фран Крсто Франкопан, будущий политик, общественный деятель и поэт.
Катарина получила домашнее образование, изучив немецкий язык, который был родным для её матери, а также латынь, венгерский и итальянский языки, которым она впоследствии обучала. В 1641 году она вышла замуж за знатного хорватского дворянина Петра Зринского в Карловаце, впоследствии наследовавшего титул бана Хорватии после смерти своего брата Николая Зринского в 1664 году. После же женитьбы супруги большую часть своего времени проводили в Озальском замке, родовой резиденции Зринских.
Катарина была очень хорошо образована и эрудирована, во многом благодаря богатым частным библиотекам в обоих домах отца и мужа. В 1660 году она написала молитвенник под названием Putni tovaruš, который был напечатан в 1661 году в Венецианской республике, прежде чем был представлен в качестве подарка хорватскому лексикографу XVII века Ивану Белостенецу (книга была позже переиздана в 1687 и 1715 годах в Любляне, а затем и в 2005 году в Чаковеце).

### Дети

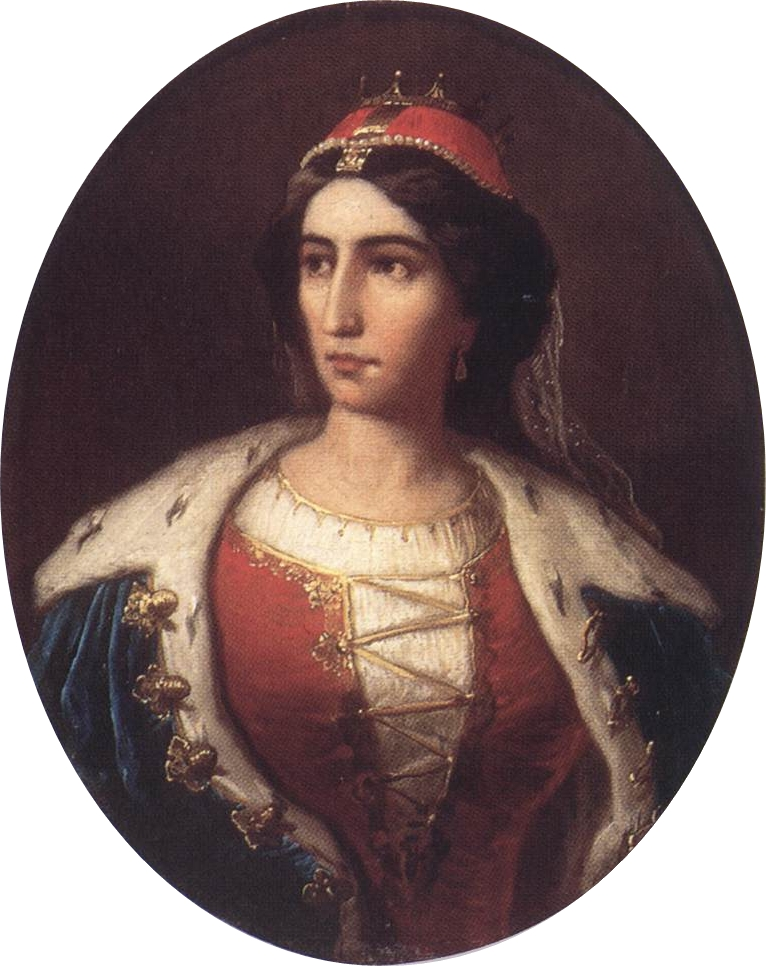
Портрет Елены Зринской

У Катарины и Петра было четверо детей, рождённых в период с 1643 по 1658 год:
- Елена (1643 – 18 февраля 1703)

Известная как Елена Зринская в Хорватии и Илона Зриньи в Венгрии, она вышла замуж за трансильванского князя Ференца I Ракоци в 1666 году. После его смерти в 1676 году Елена стала женой Имре Тёкёли, венгерского политического деятеля, в 1682 году. Её сыном от первого брака был Ференц II Ракоци, руководитель антигабсбургской национально-освободительной войны венгерского народа 1703—1711 годов. В конце своей жизни она провела 7 лет, заточённой в монастыре урсулинок в Австрии, после чего была сослана в Турцию в 1699 году, где она и умерла 4 года спустя. В нынешнее время Елена Зринская почитается как национальная героиня Венгрии и Хорватии.
- Юдита Петронела (1652–1699)

Провела большую часть своей жизни в монастырях, скончалась будучи монахиней в монастыре клариссинок в Загребе.
- Иван IV Антун Балтазар (26 августа 1654 – 11 ноября 1703)

Иван Антун Зринский был единственным сыном Катарины. После непродолжительной военной карьеры он был обвинён австрийскими властями в государственной измене и заключён в тюрьму. Сначала он содержался в Раттенберге (Тироль), а затем находился в заточении в замке Шлоссберг (Грац), где и провёл последние 20 лет своей жизни. В конце концов Иван Антун сошёл с ума и умер в 1703 году.
- Аврора Вероника (1658 – 19 января 1735)

Младший ребёнок пары и последний представитель некогда влиятельнейшего рода Зринских. После краха Зринских-Франкопана, она пробыла большую часть своей жизни монахиней. Умерла Аврора Вероника в монастыре урсулинок в Клагенфурте.

### Заговор Зринских-Франкопана
После крайне непопулярного Вашварского мира, подписанного в 1664 году австрийскими Габсбургами и Османской империей, согласно которому Австрия возвращала туркам часть хорватских и венгерских территорий, захваченных у них во время Австро-турецкой войны 1663—1664 годов, был организован заговор с участием хорватской и венгерской знати против Габсбургов. Лидерами заговорщиков были муж Катарины Пётр Зринский, её же сводный брат Фран Крсто Франкопан и венгерский граф Ференц Вешшеленьи. Заговор не получил необходимой поддержки, а в марте 1670 года все трое его лидеров были заключены в тюрьму. 30 апреля 1671 года Пётр и Фран Крсто были казнены в Винер-Нойштадте. Накануне своей казни Пётр написал прощальное письмо жене Катарине, в котором просил прощения и благословения у Бога для своих близких.
Крах заговора пришёл к фактическому уничтожению рода Зринских, а их владения и имущество были либо конфискованы, либо разграблены. Катарина была арестована и заключена в тюрьму в городе Брукк-ан-дер-Мур, а затем приговорена к заточению венским судом. Оставшиеся годы своей жизни Катарина провела в доминиканском монастыре в Граце вместе со своей дочерью Авророй Вероникой, где и скончалась 16 ноября 1673 года.

## Наследие и признание
Хорватский политик Анте Старчевич считается первым, кто начал кампанию по политической реабилитации руководителей заговора Зринских-Франкопана в своей речи 26 июля 1861 года в хорватском парламенте. Его речь стимулировала возрождение интереса ко всей этой истории и личностям Петра Зрински и Франа Крсто Франкопана. Эти имена стали звучать публично и использовались в призывах хорватских политиков к ещё большей хорватской независимости от Австро-Венгрии. В 1880 году был даже создан комитет для переноса останков заговорщиков из Винер-Нойштадта в Хорватию. В 1893 году писатель и политик Евгений Кумичич опубликовал исторический роман под названием «Заговор Зринских-Франкопана» (хорв. Urota Zrinsko-Frankopanska), что способствовало и дальнейшему росту славы этих героев как хорватских патриотов и мучеников за свободу.
В итоге останки заговорщиков были переданы в Хорватию в 1919 году и были встречены толпами людей в Загребе. К этому времени Катарина Зринская также почиталась как великая хорватская женщина прошлого и символ патриотизма. В годы, предшествовавшие Первой мировой войне, по всей Хорватии и среди диаспор хорватов в других странах возникали женские общества, носившие имя Катарины Зринской. Старейшей такой организацией была «Хорватская женщина» (хорв. Hrvatska žena), основанная в 1914 году в чилийском Пунта-Аренасе.
В 1919 году в Карловаце была образована Katarina Zrinjska, первая такая женская организация в Хорватии. В общество входили женщины среднего класса и католического вероисповедания, целью которых было в поощрении своих членов, чтобы те были добрыми католичками, честными гражданам, образцовыми матерями и т.д.. Достигалось это путём проведения пикников, концертов, лекций и других подобных мероприятий. Подобные общества были активны до начала 1940-х годов, пока не были распущены в мае 1943 года указом правительства марионеточного Независимого государства Хорватия.
После распада Югославии в начале 1990-х годов эти женские организации начали возрождаться.
Множество площадей и улиц в Хорватии носят имя Катарины Зринской, включая и Площадь Катарины (хорв. Katarinin trg) в центральной части Загреба.
В 1999 году Хорватский народный банк выпустил в обращение серебряную памятную монету с Катариной Зрински в серии "Знаменитые женщины Хорватии», достоинством в 200 кун.